# Kovarditsi
Kovarditsi (en rus: Ковардицы) és un poble de l'óblast de Vladímir, a Rússia, segons el cens del 2012 tenia 1.472 habitants. Pertany al districte municipal de Múrom.